# Päpstliche Katholische Universität „Mater et Magistra“
Die Päpstliche Katholische Universität „Mater et Magistra“ (span.: Pontificia Universidad Católica Madre y Maestra, kurz PUCMM, auch UCMM oder La Puca) in der Dominikanischen Republik ist die erste private Universität des Landes. Sie wurde am 9. September 1962 von der katholischen Bischofskonferenz der Dominikanischen Republik mit dem Hauptcampus in der Stadt Santiago de los Caballeros gegründet und zwei Filialen in Santo Domingo und Puerto Plata.
Nach Ende der Diktatur des Präsidenten Rafael Leonidas Trujillo wurde sie nach der Enzyklika Mater et magistra des Papstes Johannes XXIII. Madre y Maestra genannt.
Aufgrund des Gesetzes Nr. 6150 von 31. Dezember 1962 erteilte die dominikanische Regierung der Universität die Ausbildungsbefugnis für Berufe und Masterstudiengänge wie Wirtschaftsingenieur, Elektroingenieur, Bauingenieur, Unternehmensberatung, Unternehmensführung, Telematikingenieur, Medizin, Jura, Architektur, Ökonomie, Marketing, Publicity. Das akademische Angebot gliedert sich in die Fakultäten: Facultad de Ciencias de las Ingenierías, Facultad de Ciencias de la Salud, Facultad de Ciencias Sociales y Administrativas und die Facultad de Ciencias y Humanidades.
Der Wahlspruch ist Veritas et Scientia („Wahrheit und Wissenschaft“).
Im Mai 2021 wurde der ehemalige Rektor Ramón Alfredo de la Cruz Baldera zum Bischof von San Francisco de Macorís ernannt.
Die QS World University Rankings nahmen die PUCMM im Jahr 2022 als eine der ersten Hochschulen der Dominikanischen Republik in ihre Rangliste auf.